# Marby distrikt
Marby distrikt är ett distrikt i Åre kommun och Jämtlands län. Distriktet ligger omkring Järsta (Gärdsta) och Månsåsen i västra Jämtland.

## Tidigare administrativ tillhörighet
Distriktet inrättades 2016 och utgörs av Marby socken i Åre kommun.
Området motsvarar den omfattning Marby församling hade 1999/2000.

## Tätorter och småorter
I Marby distrikt finns en småort men inga tätorter. 

### Småorter
- Månsåsen